# Брендан Буркет
Брендан Џон Буркет (7. октобар 1963) је аустралијски пливач који је освојио пет медаља на четири Параолимпијске игре и сребрну медаљу на Викторијанским играма Комонвелта 1994. године.

## Лични живот
Буркет је рођен 7. октобра 1963. године као једно од шесторо деце у Бризбејну. Одрастао је у граду Танум Сендс у Квинсленду, близу Гледстона. Био је капитен свог локалног рагби тима и надао се каријери у овом спорту. 1984. године представљао је Квинсленд у рагби тиму који је гостовао на Новом Зеланду.
Дана 21. децембра 1985. године, на дан дипломирања на Централном универзитету у Квинсленду, доживео је саобраћајну несрећу док је возио мотоцикл. Лева нога му је смрскана на тринаест места и ампутирана је десет дана касније.
Дипломирао је инжењерство на Централном универзитету у Квинсленду 1985. године, и стекао звање магистра инжењерства на Технолошком универзитету у Квинсленду 1986. године. Такође има докторат из биомеханике са Технолошког универзитета у Квинсленду. Радио је пет година као консултантски инжењер, од чега је једну провео на Северном мору. Био је прва особа са инвалидитетом која је тамо радила на нафтној платформи.
Године 1998. постао је професор на Универзитету Саншајн Коуст.  Године 1999. помогао је аустралијској националној рагби репрезентацији у припреми за Светско првенство у рагбију те године. Био је национални координатор спортских наука аустралијског параолимпијског пливачког тима за Светско првенство 2002. године, Параолимпијске игре 2004. године и Светско првенство 2006. године. Био је вршилац дужности декана Факултета за науку, здравство и образовање на Универзитету Саншајн Коуст, где је такође обављао функцију директора Центра за здраве активности, спорт и вежбање. Његова истраживачка подручја укључују људско здравље и перформансе (укључујући развој технологије и софтвера у овој области) и спортску биомеханику.
Године 2008, док је камповао са породицом у Нуси, у Квинсленду, украдена му је вештачка водоотпорна нога.
Буркет је 2011. године успешно оперисан осеоинтеграцијом у Универзитетској болници Маквори, што је извео Мунџед Ал Мудерис из Аустралијске групе за осеоинтеграцију.

## Пливачка каријера
Беркет је први пут представљао Аустралију на Панпацифичком првенству у парапливању 1987. године, где је освојио златну медаљу у дисциплини 100 метара делфин. На Играма у Сеулу 1988. године освојио је сребрну медаљу у дисциплини 4 × 50 метара слободно у штафети за категорије А1–А8. На Играма у Барселони 1992. освојио је бронзану медаљу у дисциплини 50 метара слободно у класи С9. На Играма Комонвелта у Викторији 1994. године освојио је сребрну медаљу у дисциплини 100 метара слободно, такође у класи С9. На Играма у Атланти 1996. године, био је капитен аустралијског параолимпијског тима. На тим играма освојио је златну медаљу у дисциплини 50 метара слободно у класи С9, за шта је добио и Орден Аустралије, као и сребрну медаљу у дисциплини 4 × 100 метара слободно у штафети за класе С7–С10. На Светском првенству у пливању по ИПЦ правилима 1998. године у Крајстчерчу, био је члан аустралијског тима који је освојио златну медаљу и оборио светски рекорд у штафети 4 × 100 метара слободно. На Европском првенству 1999. године освојио је златну медаљу и поново оборио светски рекорд у дисциплини 50 метара слободно у класи С9. Његов отац је преминуо раније те године. Носио је аустралијску заставу на церемонији отварања Игара у Сиднеју 2000. године. На тим играма освојио је сребрну медаљу у штафети 4 × 100 метара слободно (категорија 34 поена). Био је веома разочаран што није успео да одбрани титулу у дисциплини 50 метара слободно. Повукао се из такмичарског пливања након Игара 2000. године.
У септембру 2018. године именован је за главног тренера аустралијског параолимпијског пливачког тима.

## Признања
Године 1988, Буркет је освојио спортску награду поводом Дана Аустралије. Године 1998, Буркет је примљен у Спортску кућу славних Саншајн Коуста. Године 2000, добио је награду за професионалног инжењера године од Институције инжењера Аустралије. Те године је такође добио Аустралијску спортску медаљу. Године 2007, Буркет је постао члан Куће славних Пливачког савеза Квинсленда. Године 2008, био је члан групе за дугорочну здравствену стратегију на Самиту Аустралија 2020. Добио је награду за изузетне заслуге у Пливачком савезу Аустралије 2009. године. Године 2009, Буркет је примљен у Спортску кућу славних Квинсленда.